# Carlos S. Damel
Carlos Santiago Damel (Buenos Aires, Argentina, 1890-Buenos Aires, 15 de julio de 1959) fue un dramaturgo, médico y comediógrafo argentino. Es muy conocido por las numerosas obras que escribió en colaboración con Camilo Darthés.

## Actividad en la medicina
Fue un médico de prestigio que en 1916 publicó su tesis doctoral titulada La locura moral. En 1936 organizó el primer Congreso argentino de Oftalmología y fue presidente de la Sociedad Argentina de Oftalmología en los períodos 1935-1936 y 1945-1946. Fue profesor adscripto a la cátedra de oftalmología en la Universidad de Buenos Aires y jefe de los servicios de oftalmología del Centro Gallego de Buenos Aires y de los Hospitales Rawson y Piñero. Fundó el Laboratorio Otto y hoy lleva su nombre la biblioteca especializada de Laboratorios Alcon.

## Su relación con el teatro
Sobresalió como autor teatral por más de 40 años. Comenzó en 1911 con la obra La última escena en colaboración con Darthés, que si bien no trascendió les dio una experiencia que fue recompensada al ganar en 1912 con  La pipa de yeso el concurso de obras que organizara el empresario teatral Pascual Carcavallo. Más adelante, en 1917, estrenaron con éxito El novio de Martina, luego El viejo Hucha, representada por la compañía de Muiño-Alippi y llevada años después a la pantalla y  Los chicos crecen, que llegó a las 600 representaciones y, además de ser llevada al cine en Argentina en dos oportunidades, fue puesta en España e Italia.
Escritor y dramaturgo que produjo junto a Camilo Darthés numerosas obras costumbristas muy celebradas por el público, entre las que cabe mencionar El loco Ruiz, Hasta la hacienda baguala baja al jagüel con la seca, etc. En 1954 recibió junto a Darthés el premio de Argentores a la mejor comedia por ¡Qué pequeño era mi mundo!
Sus obras integraron el repertorio de importantes compañías de teatro de la época como la de Arata-Simari-Franco, Muiño-Alippi y Vittone-Pomar.
Carlos S. Damel murió en Buenos Aires el 15 de julio de 1959.

## Valoración
En ocasión del reestreno de la obra No la quiero ni me importa por la compañía de Luis Arata, la crónica del diario Crítica del 5 de enero de 1949 señaló:

Darthés y Damel han sabido dar siempre obras de marcado acento porteño y logrado sentido  popular. Les ha bastado poner imaginación y buen gusto para compaginar dentro de una comedia cuanto habían observado entre nuestros tipos o extraído de nuestras costumbres. De ahí la calidad del teatro de estos comediógrafos que pudieron traducir una realidad sin deformarla ni bastardearla con recursos fáciles.

Dartés y Damel fueron agudos observadores de la vida cotidiana de Buenos Aires. Llenos de ingenio, con el material hábilmente seleccionado construyeron obras con un ritmo teatral apropiado y con las aventuras de corte sentimental que vivían personajes sencillos retratados dentro del ámbito familiar en los cuales el público se reconocía.
Algunas de sus obras, como Amparo, Mi felicidad y tus amigas, ¡Qué pequeño era mi mundo!, No la quiero ni me importa, dan elementos para reconstruir la evolución de las costumbres en los sectores de la sociedad de Buenos Aires presentes en ellas y, en especial, el cambio de roles jugado por la mujer de la alta clase media. También supieron practicar la crítica social con un fino y sano buen humor, como en Tres mil pesos, Manuel García y Un pucho en el suelo.

## Obras teatrales
En colaboración con Camilo Darthés
- La pipa de yeso (1912)
- La mascota del barrio (1919)
- Hasta el pelo más delgado hace su sombra en el suelo (1920)
- El botonazo
- Consultorio femenino
- Avanti Foot - Ball Club
- Mi felicidad y tus amigas (1943)
- El cadenero
- El sostén de la familia
- Un bebé de Par{is
- El instante
- Hasta la hacienda baguala cai al jaguel con la seca (1920)
- El milagro de San Antonio (1930)
- Los chicos crecen
- Quiero casarme de blanco!  (1949)
- Tres mil pesos (1944)
- Una herencia complicada
- Manuel García (1941)
- Amparo
- Como bola sin manija
- El viejo Hucha  (1921)
- El novio de Martina (1917)
- ¡Qué pequeño era mi mundo!
- Las que van al infierno (1920)
- El intruso (1920)
- El autor
- La hermana Josefina (1939)
- El loco Ruíz (1919)
- Mentiroso! (1925)
- No la quiero ni me importa (1940)
- Un pucho en el suelo (1940)
- El señor X (1919)
- El sueño de la casa propia (1926)
- El sostén de la familia (1931)
- Envidia (1959)

Con José González Castillo, Alejandro E. Berruti, Camilo Darthés y Pedro E. Pico
- El pavo de la boda  (1933)

## Filmografía
Autor con Camilo Darthés
- Los chicos crecen  (1976)
- Esos de Pénjamo  (1953) dirigida en México por Juan Bustillo Oro sobre la obra Un bebé de París
- Los viejos somos así (1948) dirigida en México por Joaquín Pardavé
- Los chicos crecen  (1942)
- El viejo Hucha (1942)
- Un bebé de París (1941)

Argumento con Camilo Darthés
- Delirio  (1944)

## Obras de teatro en televisión
- Los chicos crecen (1981)
- El viejo Hucha (1980)